# Who Framed Roger Rabbit (Game Boy-spel)
Who Framed Roger Rabbit är ett Game Boy-spel från 1991, baserat på långfilmen med samma namn.
Jessica Rabbit har blivit kidnappad. Roger Rabbit och detektiven Eddie Valiant måste tillsammans ta sig genom Toontown, stoppa kidnapparna och rädda henne. 

### Fotnoter
1. ↑  ”Who Framed Roger Rabbit” (på svenska). Nintendomagasinet (Kungsbacka: Atlantic) (2 1993):  sid. 13 (Power Player). februari 1993. Läst 21 april 2014.